# Langenegg
Langenegg est une commune autrichienne du district de Brégence dans le Vorarlberg. Elle comprend 1 133 habitants au 1er janvier 2018.

## Histoire
De 1805 à 1814, les lieux faisaient partie de la Bavière, puis à nouveau de l’Autriche. Langenegg appartient à la région autrichienne du Vorarlberg depuis la fondation en 1861. Jusqu’en 1924, la commune de Langenegg était divisée en deux localités: Oberlangenegg und Unterlangenegg qui ont fusionné. Langenegg faisait partie de la zone d’occupation française de 1945 à 1955.

## Culture
Le 6 juillet 2010, Langenegg fut vainqueur du concours du 11e prix européen du renouveau villageois (Europäischen Dorferneuerungspreis.)

### Le chemin des sculptures
En 2007 et 2009, neuf artistes d’Autriche, Italie, Allemagne et Suisse ont choisi un arbre de leur choix (arbre vivant dans la forêt, une souche, ou du bois sous la forme de copeaux). Au total, 18 sculptures ont été créées et jalonnent la voie de chemin de fer forestier. Un prospectus explicatif est disponible à l’office du tourisme.